# Pratt & Whitney F100
Pratt & Whitney F100 (позначення компанії JTF22 ) — турбовентиляторний двигун із форсажною камерою виробництва Pratt & Whitney, який приводить в дію F-15 Eagle і F-16 Fighting Falcon.

## Розробка

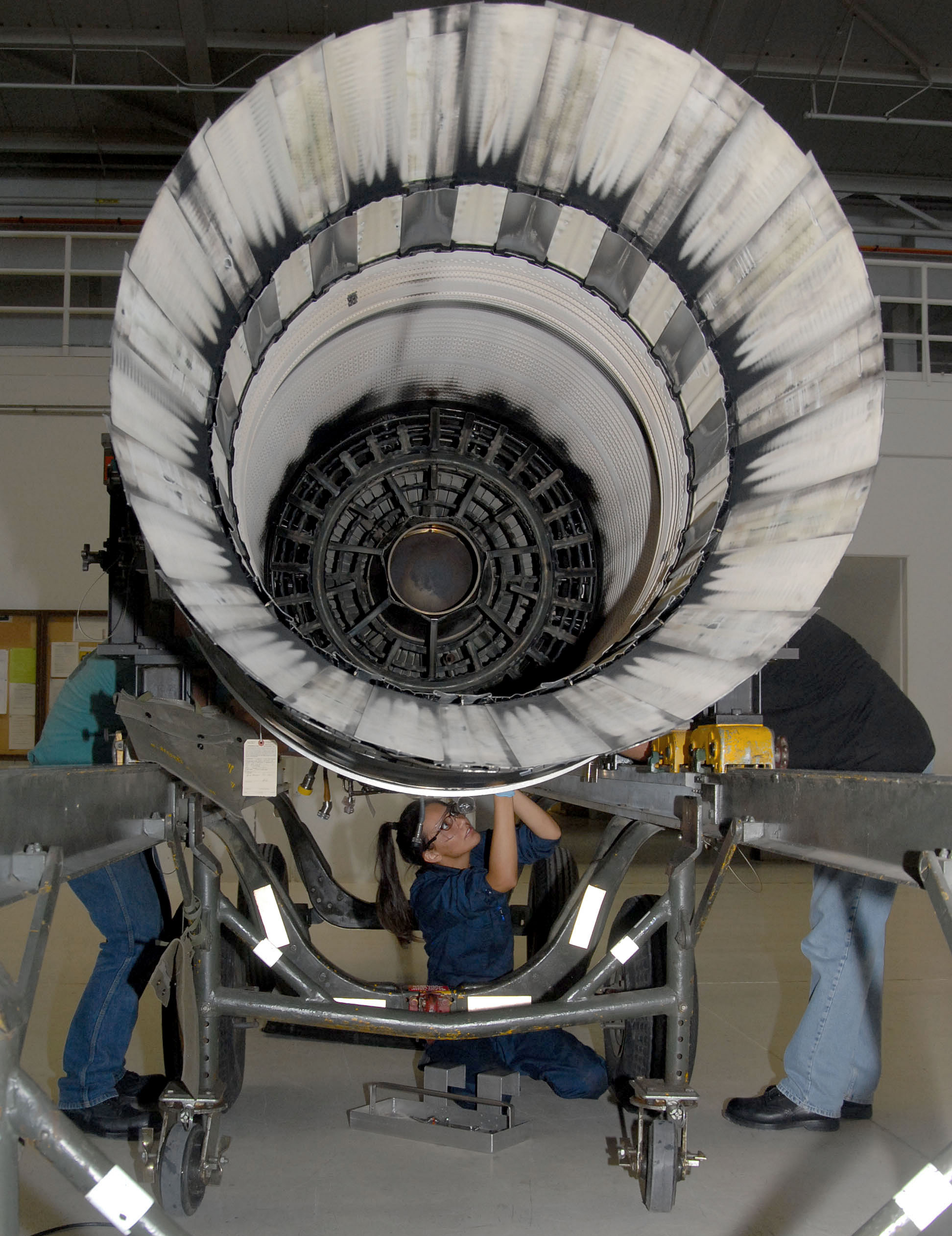
Форсаж - концентрична кільцева структура всередині вихлопу

У 1967 році ВМС США та ВПС США опублікували спільний запит пропозицій двигунів (RFP) для F-14 Tomcat і FX, що стало паралельним конкурсом на дизайн винищувача, який призвів до F-15 Eagle у 1970 році. Ця програма двигунів називалася IEDP (Програма початкової розробки двигунів) і фінансувалася та управлялася відділом аеронавігаційних систем (ASD) на авіабазі Райт-Паттерсон. Відповідно до ASD, співробітник Systems Project Office Cadre був призначений для управління етапом визначення літака FX і двигуна. Відділ турбінних двигунів Лабораторії двигунів ВВС був задіяний у допоміжній ролі, щоб допомогти ASD Systems Engineering в оцінці технічних ризиків. Пізніше після вибору F-15 інженерний персонал ASD перетворився на F-15 Systems Project Office.

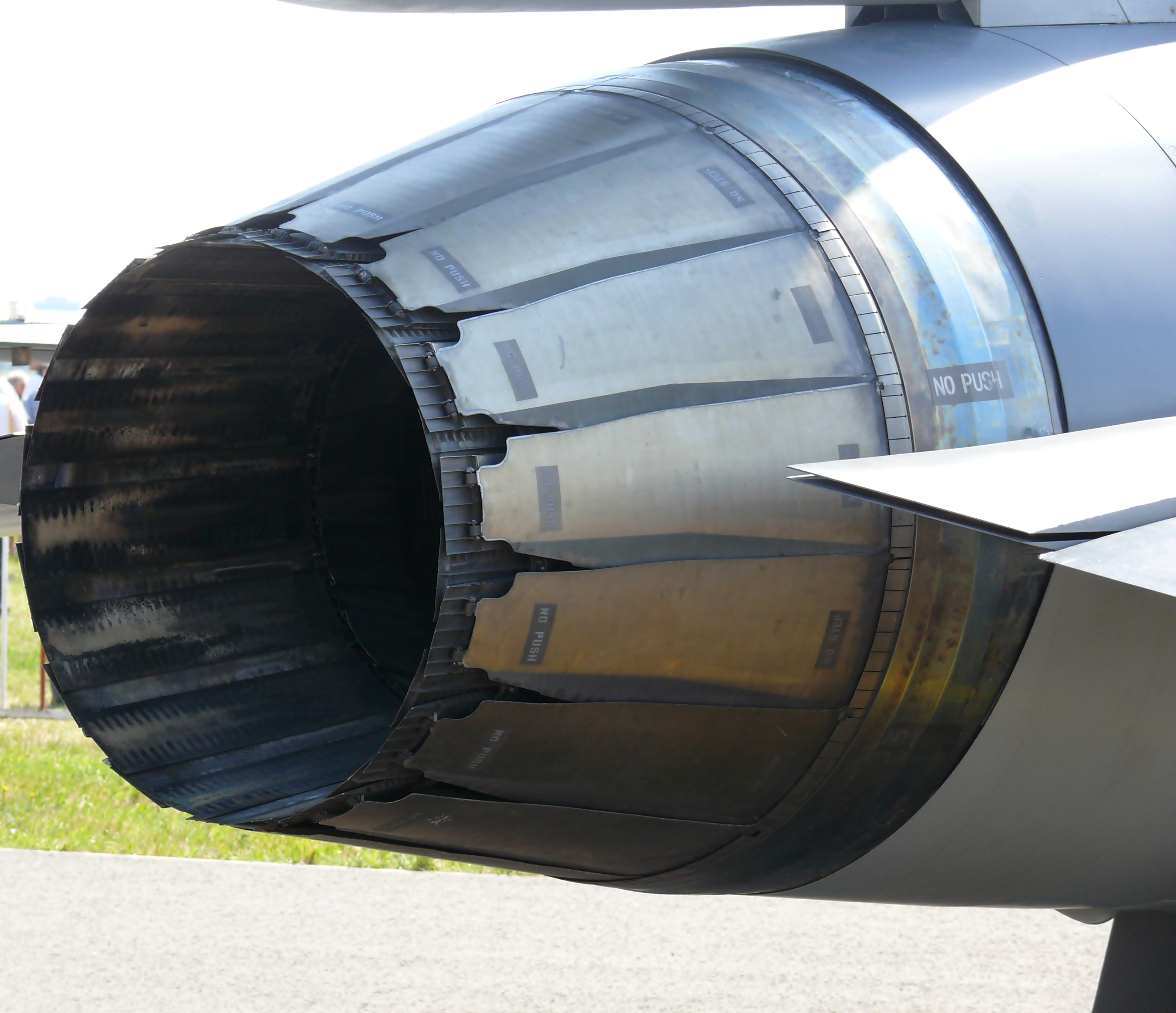
Регульована витяжна насадка звужена

IEDP було створено як конкурентоспроможну фазу проектування/демонстрації двигуна, що супроводжується вибором однієї програми проектування та розробки двигуна-переможця. General Electric і Pratt & Whitney уклали контракт на приблизно 18-місячну програму з метою покращення тяги та зменшення ваги, щоб досягти співвідношення тяги до ваги 8. Наприкінці IEDP General Electric і Pratt & Whitney подали пропозиції щодо двигунів-кандидатів для літака, який був обраний у конкурсі FX, McDonnell Douglas F-15. Пропозицію Pratt & Whitney було обрано переможцем, а двигун назвали F100. У 1970 році ВВС уклали з Pratt & Whitney контракт на розробку та виробництво двигунів F100-PW-100 (USAF) і F401-PW-400 (USN). Військово-морські сили використовуватимуть двигун у запланованому проекті F-14B та XFV-12, але скоротять і пізніше скасують своє замовлення після невдачі останнього, і вирішать продовжувати використовувати двигун Pratt &amp; Whitney TF30 від F-111 у його F-14.

## Дизайн і варіанти
F100 — це двозолотниковий турбовентиляторний двигун з осьовим потоком і допалюванням. Має 3-ступінчастий вентилятор, що приводиться в дію двоступеневою турбіною низького тиску, і 10-ступінчастий компресор, що приводиться в дію двоступеневою турбіною високого тиску. Початковий варіант F100-PW-100 генерує майже 24 000 фунтс (107 кН) тяги в повному форсажі і важить приблизно 3 000 фунт (1 361 кг), досягаючи цільового співвідношення тяги до ваги 8 і забезпечуючи F-15 бажане співвідношення тяги до ваги більше ніж 1:1 при бойовій вазі.

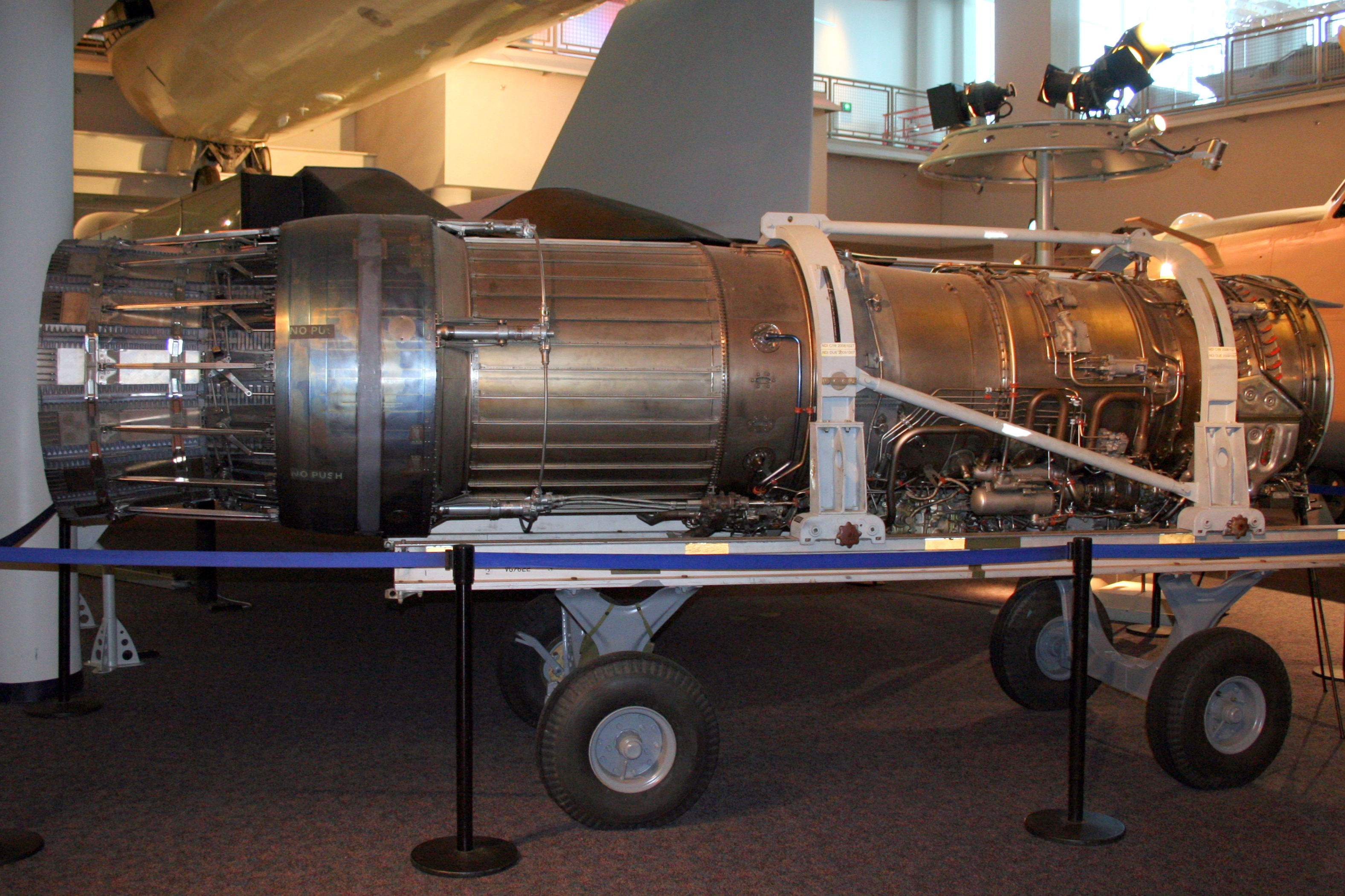
F100-PW-100 на виставці в Аерокосмічному центрі Вірджинії

F100-100 вперше здійснив політ на F-15 Eagle у 1972 році з максимальною безперервною потужністю 12 410 фунтс (55,2 кН), військова потужність 14 690 фунтс (65,3 кН), а форсажна тяга 23 930 фунтс (106,4 кН) з 5-хвилинним обмеженням. Через передову природу двигуна, що випливає з амбітних цілей щодо продуктивності, на початку його експлуатації виникали численні проблеми, включаючи високий знос, зупинку та «потужний» запуск форсажу. Ці «жорсткі» запуски можуть бути спричинені нездатністю форсажної камери запуститися або згасанням після запуску, у будь-якому випадку великі струмені реактивного палива запалюються вихлопними газами двигуна, що призводить до хвиль високого тиску, що спричиняє зупинку двигуна; ці застійні зупинки зазвичай відбувалися на високому Маху та на великій висоті й могли серйозно пошкодити турбіну, якщо стан не було виправлено. Проблеми частково виникли через те, що пілоти робили набагато різкіші зміни дросельної заслінки, ніж попередні винищувачі та двигуни через надлишкову доступну тягу. Ранні проблеми були зрештою вирішені розробкою F100-PW-220 на початку 1980-х років, до якого можна було оновити -100.
F100-PW-229 і його конкурент, General Electric F110-GE-129, були результатом пошуку ВПС США більшої потужності для своїх тактичних літаків через програму покращеного двигуна (IPE) у 1980-х роках; на додаток до більшої тяги, -229 включає покращення надійності та довговічності -220, а також покращений DEEC. Порівняно з попередніми варіантами, -229 має вищу температуру на вході в турбіну, більший потік повітря та менший коефіцієнт перепуску. Перший двигун піднявся в політ у 1989 році і мав тягу 17 800 фунтс (79,2 кН) (суха/проміжна тяга) і 29 160 фунтс (129,7 кН) з допалюванням. -229 забезпечує пізню модель F-16C/D Block 52 та F-15E.

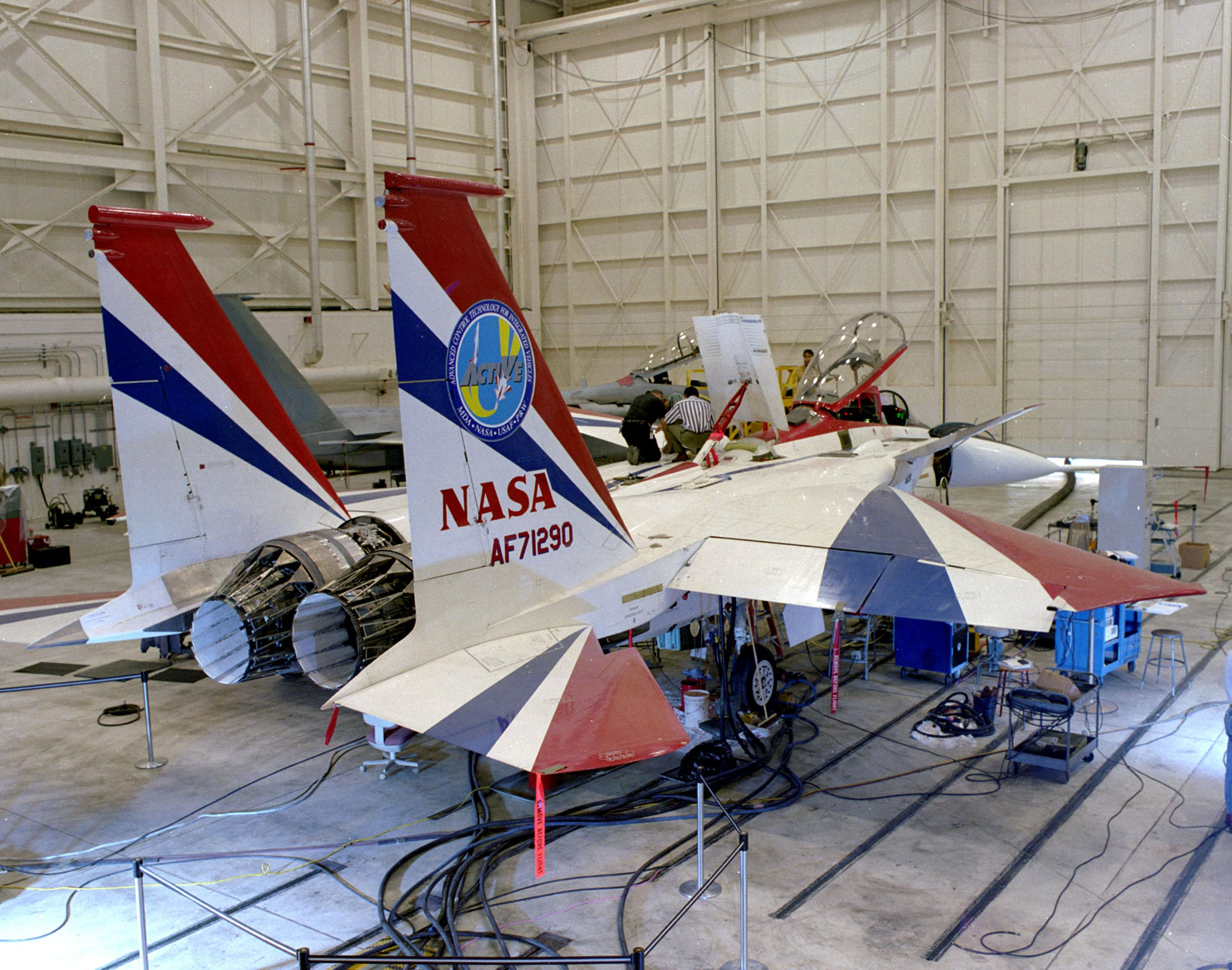
F-15 ACTIVE демонструє тривимірні осесиметричні сопла вектора тяги на F100-PW-229.